# مدل‌سازی مولکولی

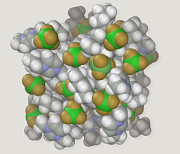
نمونه ای از یک مدل‌سازی مولکولی

مدل‌سازی مولکولی(به انگلیسی: Molecular modelling) به کلیه تکنیک‌های تئوری و محاسباتی گفته می‌شود که در آن رفتار یک یا چند مولکول به وسیله مدل‌های گرافیکی مطالعه می‌شود. این تکنیک‌ها در علومی چون شیمی محاسباتی و داروسازی به کار می‌رود. از کامپیوترها برای انجام مدل‌سازی مولکولی استفاده می‌شود. ویژگی مشترک روشهای مدل‌سازی مولکولی، توصیف سطح اتمی سیستم‌های مولکولی است. این ممکن است شامل رفتار اتم‌ها به عنوان کوچکترین واحد فردی (یک رویکرد مکانیک مولکولی)، یا مدل کردن پروتون‌ها و نوترون‌ها با کوارک‌ها، ضد کوارک‌ها و گلون‌ها و الکترون‌های خود با فوتون‌های آن باشد (یک رویکرد
کوانتومی شیمیایی).

## نحوهٔ مدل‌سازی
مولکول‌ها را می‌توان در خلأ و یا در یک حلال مانند آب مدل‌سازی کرد. شبیه‌سازی سیستم‌ها در خلاء شبیه‌سازی فاز گازی و شبیه‌سازی در حضور مولکول‌های حلال را شبیه‌سازی در فاز حلال گفته می‌شود.

## مکانیک‌های مولکولی
مکانیک مولکولی یکی از جنبه‌های مدل‌سازی مولکولی است، زیرا شامل استفاده از مکانیک کلاسیک (مکانیک نیوتنی) برای توصیف پایه فیزیکی در پشت مدل‌ها است. مدل‌های مولکولی به‌طور معمول اتم‌ها را به عنوان بار نقطه‌ای با میزان جرم مشخص توصیف می‌کنند. فعل و انفعالات بین اتم‌های همسایه با پیوندهای شیمیایی و نیروهای واندروالسی توصیف شده‌است. پتانسیل لئونارد-جونز معمولاً برای توصیف دومی استفاده می‌شود؛ از طرفی برهم‌کنش‌های الکترواستاتیک براساس قانون کولون محاسبه می‌شوند.
به اتم‌ها مختصات در فضای دکارتی اختصاص می‌یابد همچنین از این طریق می‌توان در شبیه‌سازی‌های پویا سرعت را تعیین کرد. سرعت اتمی مربوط به دمای سیستم، یک مقدار ماکروسکوپی است؛ این متغیر مربوط به انرژی کل سیستم است که یک مقدار ترمودینامیکی که برابر با مجموع انرژی‌های پتانسیل و جنبشی می‌باشد. روش‌هایی که انرژی پتانسیل را به حداقل می‌رسانند، روشهای به حداقل رساندن انرژی نامیده می‌شوند و روش‌هایی که رفتار سیستم را با انتشار زمان مدل می‌کنند، مکانیک‌های مولکولی نامیده می‌شوند.
فعالیت پروتئین‌ها به ساختمان سه بعدی آن‌ها بستگی دارد، اما موقعیت دقیق اتم‌ها به دلیل حرکت‌های حرارتی دائماً در حال تغییر است. اطلاعات مربوط به ساختمان سه بعدی پروتئین‌ها که با روش‌های تجربی به دست می‌آید در واقع میانگینی از رویدادهایی است که به‌طور لحظه‌ای در مولکول اتفاق می‌افتند و به همین دلیل بسیاری از جزئیات لازم برای درک سازوکار عمل پروتئین را روشن نمی‌کند. از این منظر ساختمان سه بعدی یک مولکول پروتئینی یک ساختار منحصر به فرد نیست، بلکه مجموعه‌ای از ساختارهای نزدیک به هم است که با گذشت زمان به هم تبدیل می‌شوند و همه آن‌ها باید در محاسبه‌ها و تحلیل‌های مربوط به مطالعه نحوی عمل پروتئین‌ها در نظر گرفته شوند. در حال حاضر شواهد کافی وجود دارد که حرکت‌های درون مولکولی پروتئین‌ها برای تأمین نیازهای مختلف مراحل متعدد سازوکار عمل یک مولکول، پویایی لازم را فراهم می‌کنند. این شواهد همچنین نشان می‌دهند که حرکت‌های درون مولکولی در تمام جهت‌های فضا یکسان نیستند و حرکت‌هایی که اهمیت بیشتری برای عمل پروتئین دارند با احتمال بالاتری روی می‌دهند. با توجه به اهمیت این حرکت‌ها در تاخوردگی پروتئین‌ها فعالیت آنزیمی و اتصال و شناسایی مولکولی، مطالعات مکانیک مولکولی راهی اساسی برای شناخت رابطهٔ حرکت‌های مولکول و نحوه کارکرد آن است. یافتن عوامل ساختاری که به حرکت‌های درون مولکولی جهت می‌دهند یک گام اساسی برای شناخت رابطه ساختمان و عمل پروتئین‌هاست که در حال حاضر یکی از اولویت‌های پژوهش‌های زیست‌شناسی است و به ویژه برای مهندسی و طراحی پروتئین مهم است.

## کاربردها
مدل‌سازی مولکولی یکی از سریعترین زمینه‌های علم از نظر رشد است. این ممکن است از ساخت و تصویرسازی مولکول‌های ساده در سه بعد (3D) تا انجام شبیه‌سازی‌های پیچیده رایانه ای بر روی پروتئین‌ها و نانوساختارهای بزرگ متفاوت باشد. مدل‌سازی مولکولی مجموعه‌ای از تکنیک‌های مبتنی بر رایانه برای رانندگی، بازنمایی و دستکاری در ساختارها و واکنش‌های مولکول‌ها و آن دسته از خصوصیات وابسته به این ساختارهای سه بعدی است. روشهای مدل‌سازی مولکولی اکنون به‌طور معمول برای بررسی ساختار، پویایی، خصوصیات سطح و ترمودینامیک سیستمهای معدنی، بیولوژیکی و پلیمری مورد استفاده قرار می‌گیرند. انواع فعالیتهای بیولوژیکی که با استفاده از مدل‌سازی مولکولی مورد بررسی قرار گرفته‌اند شامل انحنای پروتئین، کاتالیز آنزیم، پایداری پروتئین، تغییرات ساختاری مرتبط با عملکرد بیومولکولی و شناخت مولکولی پروتئین‌ها، DNA و مجتمع‌های غشایی است. در نیم قرن اخیر که بیشتر تمرکزها روی حوزه بیولوژی می‌باشد، بررسی ساختار و عملکرد ماکرومولکول‌های زیستی از مهمترین اهداف این حوزه و مطالعات مرتبط می‌باشد. بررسی‌های بعدی نشان که ماکرومولکولهای زیستی دارای دینامیک ساختاری می‌باشند. یکی از مهم‌ترین بحث‌هایی که مطرح شد این می‌باشد که درواقع دینامیک ساختاری باعث اتفاقات بالا از جمله انحنای پروتئین‌ها می‌شود؛ یعنی پروتئین در مسیر تاخوردگی باید پویایی داشته باشد، یا اگر بخواهد عملکرد مناسب ارائه دهد می‌بایست پویایی ساختاری داشته باشد.